# Classe Duquesne (incrociatore)
La classe Duquesne era una classe di incrociatori pesanti della marina militare francese. Era costituita da due unità, varate nel 1925. L'armamento principale era costituito da cannoni da 203 mm. Fu la prima classe di incrociatori pesanti sviluppata dalla Francia dopo il Trattato navale di Washington. Criticate per la corazzatura ritenuta troppo leggera, furono impiegate durante la seconda guerra mondiale, sopravvivendo al conflitto.

## Unità
- Duquesne - in onore dell'ammiraglio Abraham Duquesne. Costruita dall'Arsenal de Brest: impostata 30 ottobre 1924, varata 17 dicembre 1925; smantellata nel 1955
- Tourville - in onore dell'ammiraglio Anne Hilarion de Costentin de Tourville. Costruita dall'Arsenal de Lorient: impostata 4 aprile 1925, varata 24 agosto 1926; smantellata 1963